# 泥棒に手を出すな!
『泥棒に手を出すな!』（どろぼうにてをだすな）は、1990年10月17日から同年12月26日までテレビ東京系列で放送されていたテレビドラマである。テレビ東京とスタッフアズバーズの共同製作。全11話。放送時間は毎週水曜 20:00 - 20:54 （日本標準時）。

## 概要
今野真弓と今野淳一は一見どこにでもいる夫婦。しかし真弓は刑事で淳一は泥棒（怪盗）であった。それをお互いに承知の上でラブラブな二人。そんな夫婦の活躍を描くコメディタッチの推理サスペンスドラマ。
原作は赤川次郎の小説『美人刑事と泥棒亭主（夫は泥棒、妻は刑事）』シリーズ。番組の原作としては『美人刑事と泥棒亭主』シリーズと銘打たれているが、原作では『夫は泥棒、妻は刑事』シリーズとされている。

## キャスト
- 今野真弓：田中好子 - 淳一の妻。警視庁分室特捜課刑事。
- 今野淳一：佐藤浩市 - 真弓の夫。怪盗ダークキャット。表の顔はルポライター。
- 大石蔵雄：佐藤B作 - 警視庁分室特捜課課長。
- 外骨堂風鈴：岡本麗 - 淳一に泥棒の腕を仕込んだ謎の鍼灸師。
- 時国平成：織本順吉 - 警視庁分室特捜本部長。
- 道田行雄：緒形幹太 - 警視庁分室特捜課刑事。通称アッシー刑事。
- 小野実：冨家規政 - 警視庁分室特捜課刑事。通称デューダ刑事。
- 村上次郎：飯島正和  - 警視庁分室特捜課刑事。通称フロッピー刑事。
- ヒロミ：小林美江 - 警視庁分室特捜課婦警。

## スタッフ
- 原作：赤川次郎「夫は泥棒、妻は刑事シリーズ」より
- 脚本：大久保昌一良、土屋斗紀雄、寺田敏雄、椋露地桂子、櫻井正明
- 演出：中津川勲、日名子雅彦、生島信
- 主題歌：Darlin'「ハートブレイクのままじゃいられない」
- 殺陣：二家本辰巳
- 車両・カースタント：カースタントTAKA
- タイトルイラスト：水田秀穂
- 技術協力：フォーチュン
- スタジオ：国際放映
- チーフプロデューサー：渡辺つとむ
- プロデューサー：橋本かおり、只野研治、生島信、野口典夫
- 製作：テレビ東京、スタッフアズバーズ

## 放送日程
| 話数 | 放送日          | タイトル                                                                                   | 原作                     | 脚本         | 演出       | ゲスト                                                             |
| ---- | --------------- | ------------------------------------------------------------------------------------------ | ------------------------ | ------------ | ---------- | ------------------------------------------------------------------ |
| 1    | 1990年 10月18日 | 愛する妻は女刑事                                                                           | 名画から出てきた令嬢     | 大久保昌一良 | 中津川勲   | 鶴田真由、椎谷建治、貴紫市子、兼本新吾、大滝明利                   |
| 2    | 10月25日        | 時刻は現金なり                                                                             | 時刻は現金なり           | 土屋斗紀雄   | 中津川勲   | 絵沢萠子、村松克己、山口仁、吉澤健、飯田和平                       |
| 3    | 11月1日         | 主婦のアルバイトが招いた少女誘拐事件                                                       | 三途の川は運次第         | 寺田敏雄     | 日名子雅彦 | 高林由紀子、本名陽子                                               |
| 4    | 11月8日         | 学園バス殺人事件！                                                                         | スクールバスに並ばないで | 大久保昌一良 | 日名子雅彦 | 石井愃一、松井紀美江、藤奈津子、宝田絢子、大滝明利                 |
| 5    | 11月15日        | 美人刑事危機一髪！                                                                         | 贋作とドンファン         | 椋露地桂子   | 生島信     | 中村れい子、ビートきよし                                           |
| 6    | 11月22日        | 闇からの予告状！狙われた貴婦人の遺産                                                       | 踊る泥棒見る泥棒         | 土屋斗紀雄   | 生島信     | 風見章子、南条弘二、横山あきお、佐々木敏、佐古雅誉、村田香織       |
| 7    | 11月29日        | パパを救って！命を狙う理由なき銃弾                                                         | 誰が月給取りを殺したか   | 櫻井正明     | 日名子雅彦 | 中島ゆたか、梅津栄、大平シロー、長江英和、香取夏実、団巌、猿田修二 |
| 8    | 12月6日         | 汚名をはらせ！殺人犯が夫に仕組んだ罠                                                       | 残り者には服がある       | 大久保昌一良 | 日名子雅彦 | 川崎麻世、三角八朗、茂木和範、船村渚子                             |
| 9    | 12月13日        | タレント凍死事件！愛は殺意を暴く鍵                                                         | 暑さ寒さもひがんでる     | 大久保昌一良 | 生島信     | 長谷川真弓、天本英世、黒田隆哉、吉満涼太、麻里万里、前田金丸       |
| 10   | 12月20日        | 中国女優を護衛せよ！20年前に秘められた恋                                                   | 星に願いを               | 櫻井正明     | 生島信     | 結城美栄子、かわいさとみ、田嶋基吉、松井範雄                       |
| 11   | 12月27日        | リゾートホテル殺人事件！凶悪犯人はなぜ美人刑事を撃たなかったか？泥棒夫がつかんだ意外な真実 | 泥棒は片道切符で         | 大久保昌一良 | 日名子雅彦 | 五代高之                                                           |